# بابونه کاذب (سرده)
بابونه کاذب (نام علمی: Tripleurospermum) نام یک سرده از تبار کاسنیان آنثمیدئا است. این جنس یا سرده در ایران ۶ گونه گیاه چند ساله دارد.